# Madriz
Madriz – jeden z 15 departamentów Nikaragui, położony w północnej części kraju, przy granicy z Hondurasem. Ośrodkiem administracyjnym jest miasto Somoto (14,2 tys. mieszk.). 

## Gminy (municipios)
1. Las Sabanas
2. Palacagüina
3. San José de Cusmapa
4. San Juan del Río Coco
5. San Lucas
6. Somoto
7. Telpaneca
8. Totogalpa
9. Yalagüina